# Port admiral
Port admiral (almirante do porto) é um posto honorífico da marinha dos Estados Unidos e um antigo posto da marinha Real Britânica. Na marinha britânica um port admiral não era um almirante e sim um capitão veterano que servia como comandante de um porto naval britânico e era responsável pelo fornecimento, remontagem, e mantenimento dos navios atracados no porto. Como o port admiral tecnicamente tinha o controle de uma frota de navios, embora principalmente nos diques secos, à posição era concedido o estatuto de almirante da marinha. Na marinha Americana, o posto era honorífico e dado para o oficial sênior dos navios de um estaleiro naval. Exemplos incluem Samuel Livingston Breese (1869-1870) na Filadélfia. O port admiral geralmente tem um navio almirante, exemplos dos quais incluem USS Roanoke do port admiral de Nova Iorque entre 1865-1874.
O posto de port admiral também esteve presente em organizações militares futurísticas de ficção científica como a série de romances Lensman, onde o posto de port admiral aparece como o oficial naval graduado da Patrulha Galática, com de facto comando supremo sobre suas forças. Três port admiral específicos foram mencionados por nome: Roberick K. Kinnison, o primeiro port admiral e ancestral do protagonista da séria Kimball Kinnison; Haynes, que comandou a patrulha durante o início da carreira de Kimball Kinnison e era um mentor e figura paterna para ele; e Raoul Laforge, um colega de academia e amigo de Kinnison, que tinha substituído Haynes que havia aposentado-se.
No universo Starfire, um almirante da frota (fleet admiral; almirante cinco estrelas) ocupava o cargo de port admiral, presidindo sobre O Jardim, a maior e mais importante base naval e estaleiro da Federação Terrena.